# Ramón Menéndez
Ramón Menéndez est un scénariste et réalisateur américain. Il est surtout connu pour avoir réalisé Envers et contre tous (1988).
Parmi ses autres films réalisés, on compte Money for Nothing (1993) et Cadence (2002). Il a scénarisé tous ses films. Le seul film qu'il a scénarisé mais pas réalisé est Tortilla Soup (2001).
Il a également travaillé pour la télévision, réalisant des épisodes de Les Contes de la crypte (1994) et Expériences interdites (1997).
Menéndez a remporté deux Film Independent's Spirit Awards pour son travail sur Envers et contre tous.
Natif de Cuba et ayant grandi en Californie, il est diplômé de l'université d'État de San Francisco et de l'UCLA Film School (en).
Il collabore fréquemment avec Tom Musca.

## Filmographie
- 1981 : Madame X : acteur, jouant le rôle de Luis
- 1986 : Salvador : assistant réalisateur, également acteur, jouant le rôle de Gomez
- 1988 : Envers et contre tous (Stand and Deliver)
- 1993 : Money for Nothing
- 1994 : Les Contes de la crypte (Tales from the Crypt) : réalisateur de l'épisode The Bribe
- 1997 : Expériences interdites (Perversions of Science) : réalisateur de l'épisode Given the Heir
- 2001 : Tortilla Soup : scénariste
- 2002 : Cadence